# کاراسکسا د آباخو
کاراسکسا د آباخو (به اسپانیایی: Carrascosa de Abajo) یک دهستان در اسپانیا است که در سریا واقع شده‌است.

## خصوصیات
کاراسکسا د آباخو ۲۳ کیلومترمربع مساحت و ۳۳ نفر جمعیت دارد.